# Partia Sojuszu Obywatelskiego
Partia Sojuszu Obywatelskiego (rum. Partidul Alianța Civică, PAC) – rumuńska partia polityczna o profilu centrowym, działająca w latach 1991–1998.

## Historia
Partia powstała 1 sierpnia 1991, jej liderem przez cały okres działalności był krytyk literacki Nicolae Manolescu. PAC brała udział w powstaniu Rumuńskiej Konwencji Demokratycznej, która zajęła drugie miejsce w wyborach parlamentarnych w 1992. Ugrupowanie w ramach tego sojuszu uzyskało jedenastoosobową reprezentację w Izbie Deputowanych. W 1995 PAC opuściła CDR, w 1996 współtworzyła wyborczą koalicję pod nazwą Sojusz Narodowo-Liberalny (ANL), która nie przekroczyła wyborczego progu. 28 lutego 1998 Partia Sojuszu Obywatelskiego przyłączyła się do Partii Narodowo-Liberalnej.